# Verzerrungsblindleistung
Die Verzerrungsblindleistung ist ein Begriff aus der Elektrotechnik und beschreibt eine spezielle Form der Blindleistung, die in Wechsel- bzw. Drehstromnetzen durch nichtlineare Verbraucher verursacht wird. Neben der hier verwendeten genormten Bezeichnung kommen in der Literatur alternativ die Begriffe Verzerrungsleistung, Oberschwingungsblindleistung oder Oberwellenblindleistung vor.

## Allgemeines
Stromversorgungsnetze werden fast immer mit sinusförmiger Wechselspannung betrieben. Daher hat bei linearen elektrischen Bauelementen wie ohmschen Widerständen oder sogenannten Blindwiderständen der Strom ebenfalls einen sinusförmigen Verlauf. Sind Strom und Spannung sinusförmig, tritt keine Verzerrungsblindleistung auf. Verzerrungsblindleistung kann es immer nur dann geben, wenn ein nichtsinusförmiger Strom oder eine nichtsinusförmige Spannung vorhanden sind. Bei elektrischen Verbrauchern, die Verzerrungsblindleistung erzeugen, kann meistens von einer sinusförmigen Spannung (wird durch das Versorgungsnetz bereitgestellt) und einem verzerrten, nicht sinusförmigen Strom ausgegangen werden. 
Die Ursache für den nichtsinusförmigen Strom und die Verzerrungsblindleistung sind nichtlineare elektrische Baugruppen, wie Gleichrichter in Netzteilen, Wechselrichter oder auch magnetische Bauteile, die magnetische Sättigungserscheinungen zeigen. Diese Baugruppen verursachen Verzerrung zu nichtsinusförmigen Wechselströmen. Deren Verlauf kann durch eine Fourierreihe als eine Summe aus Grundschwingung und Oberschwingungen dargestellt werden. Diese Oberschwingungen des Stromes in Kombination mit der sinusförmigen Netzspannung ergeben einen Anteil zur Gesamtblindleistung.
Die auftretenden Oberschwingungen sind im Rahmen der elektrischen Energietechnik fast immer unerwünscht, da sie das Stromnetz belasten und am Verbraucher keine Arbeit verrichten können. Ebenfalls sind sie auch oft die Ursache von elektromagnetischen Störungen. Durch den Einsatz von Leistungsfaktorkorrekturfiltern kann der Anteil an Oberschwingungen reduziert werden.
Neben der Verzerrungsblindleistung kann Verschiebungsblindleistung auftreten. 

## Berechnung

### Zusammenhang der verschiedenen Leistungsangaben
Die Wirkleistung {\displaystyle P} ist die Leistung, die an einem Verbraucher in der Lage ist, Arbeit zu verrichten, beispielsweise eine Drehbewegung gegen ein Drehmoment beim Elektromotor oder die Temperatursteigerung bei einer Elektroheizung. Wirkleistung ergibt sich in oberschwingungsbehafteten Systemen nur aus Schwingungsanteilen von Strom und Spannung, die zueinander proportional sind. Wenn die Spannung keine Oberschwingungsanteile besitzt, tragen Oberschwingungen insgesamt zur Wirkleistung nichts bei (siehe auch unter Wirkstrom).
Nur die Grundschwingung des Stromes generiert also mit der (Grundschwingung der) Spannung Wirkleistung und gegebenenfalls Verschiebungsblindleistung {\displaystyle Q}. Diese tritt dann auf, wenn die beiden Schwingungen in der Phase verschoben sind. Die Grundschwingungsscheinleistung {\displaystyle S_{1}} ist die pythagoräische Summe aus Wirkleistung und Verschiebungsblindleistung:
{\displaystyle S_{1}={\sqrt {P^{2}+Q^{2}}}\ .}

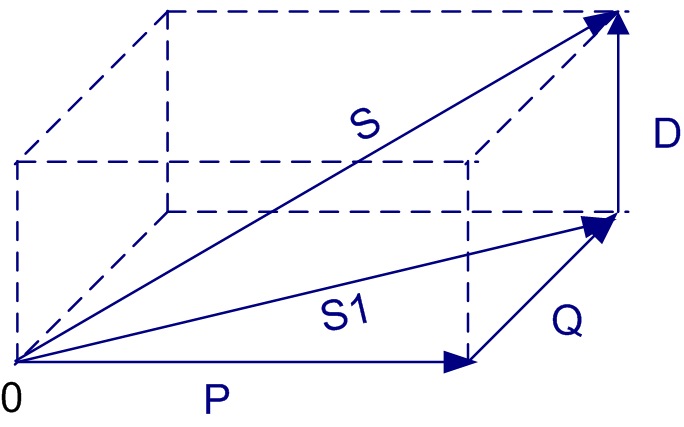
Zeigerdiagramm der Wirkleistung, Verschiebungsblindleistung und Verzerrungsblindleistung

Zur Scheinleistung kommt als dritte Komponente die Verzerrungsblindleistung {\displaystyle D} aus den Oberschwingungen hinzu. Ist {\displaystyle U} der Effektivwert der Spannung, {\displaystyle I_{1}} der Effektivwert des Grundschwingungsstromes, und sind {\displaystyle I_{2},\;I_{3},\;I_{4}} usw. die Effektivwerte der Oberschwingungsströme, so lassen sich der Gesamtstrom {\displaystyle I} und der Verzerrungsblindstrom {\displaystyle I_{\mathrm {v} }} als
{\displaystyle I={\sqrt {\sum _{i=1}^{\infty }I_{i}^{2}}}\quad } und {\displaystyle \quad I_{\mathrm {v} }={\sqrt {\sum _{i=2}^{\infty }I_{i}^{2}}}}
ausdrücken und die Verzerrungsblindleistung als
{\displaystyle D=UI_{\mathrm {v} }=U\cdot {\sqrt {\sum _{i=2}^{\infty }I_{i}^{2}}}\,.}
Die Gesamtblindleistung {\displaystyle Q_{\mathrm {ges} }} – in der Abbildung nicht explizit dargestellt – ergibt sich aus der Verschiebungsblindleistung und der Verzerrungsblindleistung zu
{\displaystyle Q_{\mathrm {ges} }={\sqrt {Q^{2}+D^{2}}}\,.}
Die gesamte Scheinleistung {\displaystyle S} ist im allgemeinen Fall gegeben durch
{\displaystyle S=U\cdot I={\sqrt {P^{2}+Q^{2}+D^{2}}}\,.}
In der Abbildung ist das Zeigerdiagramm mit den Zeigern für die verschiedenen Leistungen dargestellt.
Die Größen {\displaystyle U,\,I,\,P} und {\displaystyle Q} sind messbar, siehe Effektivwertmessung, Wirkleistungsmessung, Blindleistungsmessung.

### Zusammenhang mit dem Klirrfaktor
Der Klirrfaktor oder Oberschwingungsgehalt {\displaystyle k} einer oberschwingungsbehafteten Größe {\displaystyle I} ist ein Maß für die Verzerrung und für den Anteil der Verzerrungsblindleistung in elektrischen Systemen. Der Klirrfaktor beschreibt das Verhältnis der pythagoräischen Summe der Effektivwerte {\displaystyle I_{2},I_{3},I_{4},\dots } des Oberschwingungsspektrums zur pythagoräischen Summe der Effektivwerte des Gesamtspektrums {\displaystyle I_{1},I_{2},I_{3},I_{4},\dots } inklusive des Grundschwingungsanteils {\displaystyle I_{1}}. Unter der Voraussetzung, dass die Spannung rein sinusförmig ist und der Strom keinen Gleichanteil besitzt, lässt sich die Verzerrungsblindleistung mit dem Klirrfaktor des Stromes
{\displaystyle k={\frac {\sqrt {\sum _{i=2}^{\infty }I_{i}^{2}}}{\sqrt {\sum _{i=1}^{\infty }I_{i}^{2}}}}={\frac {\sqrt {I_{2}^{2}+I_{3}^{2}+I_{4}^{2}+\dots }}{\sqrt {I_{1}^{2}+I_{2}^{2}+I_{3}^{2}+I_{4}^{2}+\dots }}}}
und der Scheinleistung ausdrücken durch
{\displaystyle D=k\cdot S\,.}
Als Alternative zum Oberschwingungsgehalt wird gelegentlich der Grundschwingungsgehalt genannt. Numerische Angaben dieser Größe sind in Blick auf den Anteil der Verzerrungsblindleistung häufig wenig hilfreich, da beispielsweise der Bereich {\displaystyle D/S} = 0 … 14 % beim Grundschwingungsgehalt durch den Bereich 100 … 99 % abgedeckt wird.

### Beispiele
- Bei linearen Blindwiderständen wie idealen Kondensatoren oder Induktivitäten tritt keine Verzerrungsblindleistung auf, sondern ausschließlich die Verschiebungsblindleistung.
- Schaltet man zu einem ohmschen Lastwiderstand, z. B. einer Heizplatte, eine Diode in Reihe, so werden der Quelle einer sinusförmigen Wechselspannung neben einem Grundschwingungsstrom auch Gleichstrom und Oberschwingungsströme entnommen. An der Quelle tritt neben der Wirkleistung auch Verzerrungsblindleistung auf. Quantitative Rückschlüsse aufgrund des Klirrfaktors sind wegen des Gleichstromanteils in der Scheinleistung nicht möglich.

Allerdings ist eine Lösung möglich, wenn man die Fourier-Koeffizienten berechnet. Bezeichnet man den ohne die Diode fließenden Strom mit {\displaystyle I_{0}}, so lässt sich anhand der Koeffizienten rechnen:
{\displaystyle I_{\mathrm {gl} }={\frac {\sqrt {2}}{\pi }}I_{0}\;;\qquad I_{1}={\frac {1}{2}}I_{0}\;.} Weitere ungeradzahlige Harmonische treten nicht auf.
{\displaystyle I_{2}={\frac {1}{\pi }}{\frac {2}{1\cdot 3}}I_{0}\;;\quad I_{4}={\frac {1}{\pi }}{\frac {2}{3\cdot 5}}I_{0}\;;\quad I_{6}={\frac {1}{\pi }}{\frac {2}{5\cdot 7}}I_{0}\;;\quad \ldots }
{\displaystyle I_{\mathrm {v} }^{2}=I_{2}^{2}+I_{3}^{2}+\dotsb =0{,}0473\;I_{0}^{2}}
{\displaystyle I^{2}=I_{\mathrm {gl} }^{2}+I_{1}^{2}+I_{2}^{2}+I_{3}^{2}+\dotsb }  {\displaystyle =0{,}4999\;I_{0}^{2}\;;} theoretisch exakt {\displaystyle ={\frac {1}{2}}\;I_{0}^{2}\;,} siehe unter Scheinleistung.
{\displaystyle {\frac {D^{2}}{S^{2}}}={\frac {I_{\mathrm {v} }^{2}}{I^{2}}}=0{,}0946;\quad D=30{,}8\,\%\cdot S}
- Zur Verzerrungsblindleistung bei Verwendung eines Dimmers, siehe ebenfalls unter Scheinleistung.

### Oberschwingungsanteile bei verschiedenen Verbrauchern
In folgender Tabelle sind verschiedene Verbraucher und deren Oberschwingungsverteilung ohne Filterung bei Betrieb an sinusförmiger Wechselspannung aufgelistet. Die Oberschwingungsströme sind relativ zur Grundschwingung des Stromes angegeben. Dabei gilt allgemein: Je höher die Oberschwingungsanteile im Strom desto höher die Verzerrungsblindleistung der betreffenden Verbraucher.
| Ursache                                                                          | Kennlinie | Beispielhafter Verbraucher                              | {\displaystyle I_{n}/I_{1}} in % | {\displaystyle I_{n}/I_{1}} in % | {\displaystyle I_{n}/I_{1}} in % | {\displaystyle I_{n}/I_{1}} in % | {\displaystyle I_{n}/I_{1}} in % |
| Ursache                                                                          | Kennlinie | Beispielhafter Verbraucher                              | n=2                              | n=3                              | n=4                              | n=5                              | n=7                              |
| -------------------------------------------------------------------------------- | --------- | ------------------------------------------------------- | -------------------------------- | -------------------------------- | -------------------------------- | -------------------------------- | -------------------------------- |
| Keine. Es treten keine Oberschwingungen auf                                      |           | Heizplatte                                              | 0                                | 0                                | 0                                | 0                                | 0                                |
| magnetische Sättigung                                                            |           | Transformator mit unterdimensioniertem Kern             | 0                                | 25…55                            | 0                                | 8…30                             | 2…10                             |
| Gasentladung, Glimmentladung                                                     |           | Leuchtstofflampe                                        | 1…2                              | 8…20                             | 0                                | 2…3                              | 1…2                              |
| Einweggleichrichter mit ohmscher Last ohne Glättungskondensator                  |           | Leistungshalbierung thermischer Geräte wie Haartrockner | 42                               | 0                                | 8                                | 0                                | 0                                |
| Einweggleichrichter mit kapazitiver und ohmscher Last, mit Glättungskondensator  |           | Einfache Kleinstnetzteile Unterhaltungselektronik       | 70…90                            | 40…60                            | 30…50                            | 25…50                            | 12…25                            |
| Vollweggleichrichter mit kapazitiver und ohmscher Last, mit Glättungskondensator |           | Netzteile in PCs, Druckern, Monitor, TV                 | 0                                | 65…80                            | 0                                | 50…70                            | 25…35                            |

## Auswirkungen

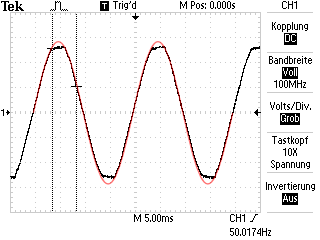
Gemessener Verlauf der Netzwechselspannung an einer Transformatorenstation zufolge einer Vielzahl von nichtlinearen Kleinverbrauchern. Deutlich erkennbar die Abflachung der Spannung im Bereich der Maximalwerte. Zum Vergleich in hellen Rot der sinusförmige Verlauf

Besonders im Konsumgüterbereich ist es in den letzten Jahren zu einem Anwachsen von Verbrauchern gekommen, die netzseitig einen Gleichrichter haben und somit Verzerrungsblindleistung erzeugen. Dazu gehören z. B. Energiesparlampen und Netzteile für Computer, Ladegeräte für Akkumulatoren, Monitore, TV-Geräte usw. Abhilfe schafft ein Leistungsfaktorkorrekturfilter (PFC), üblicherweise als sogenannter aktiver Leistungsfaktorkorrekturfilter ausgeführt.
Da die Verzerrungsblindleistung vom Netz übertragen werden muss, kommt es zu einer stärkeren Beanspruchung des elektrischen Versorgungsnetzes und Störungen wie Flicker. Im Gegensatz zu den Strömen der Grundschwingung heben sich die Ströme der durch drei teilbaren Oberschwingungen im Neutralleiter eines Dreiphasenwechselstromnetzes nicht auf, sondern addieren sich. Dies betrifft bei der in Europa üblichen Netzfrequenz von 50 Hz insbesondere die dritte Harmonische mit 150 Hz und die neunte Harmonische mit 450 Hz. Dadurch kann es, insbesondere wenn der Neutralleiter mit deutlich geringerem Querschnitt als die Außenleiter ausgeführt ist, zu einer unzulässig hohen Strombelastung am Neutralleiter kommen.
Die Grenzwerte der Oberschwingungsanteile in Prozent relativ zur Nennspannung in öffentlichen Niederspannungsnetzen (230 V zwischen Außenleiter und Neutralleiter) und im Mittelspannungsnetz (zwischen zwei beliebigen Außenleitern mit 10 kV bzw. 20 kV) sind festgelegt zu:
| Ungerade Harmonische | Ungerade Harmonische | Ungerade Harmonische | Ungerade Harmonische | Gerade Harmonische | Gerade Harmonische |
| -------------------- | -------------------- | -------------------- | -------------------- | ------------------ | ------------------ |
| Nichtvielfache von 3 | Nichtvielfache von 3 | Vielfache von 3      | Vielfache von 3      |                    |                    |
| Ordnung              | %UNenn               | Ordnung              | %UNenn               | Ordnung            | %UNenn             |
| 5                    | 6,0 %                | 3                    | 5,0 %                | 2                  | 2,0 %              |
| 7                    | 5,0 %                | 9                    | 1,5 %                | 4                  | 1,0 %              |
| 11                   | 3,5 %                | 15                   | 0,5 %                | 6 ≤ n ≤ 24         | 0,5 %              |
| 13                   | 3,0 %                | 21                   | 0,5 %                |                    |                    |
| 17                   | 2,0 %                |                      |                      |                    |                    |
| 19                   | 1,5 %                |                      |                      |                    |                    |
| 23                   | 1,5 %                |                      |                      |                    |                    |
| 25                   | 1,5 %                |                      |                      |                    |                    |